# 第105師団 (日本軍)
第105師団（だいひゃくごしだん）は、大日本帝国陸軍の師団の一つ。
1944年（昭和19年）5月に策定された「十一号作戦準備」（「準備」）に基づき、フィリピンにおいて独立混成旅団4個を基幹に各々師団に改編して編成した内の一つ。

## 沿革

### 編成
1944年6月、フィリピン、ルソン島南部に所在した独立混成第33旅団を基幹に編成され、第14方面軍の隷下に入った。第105師団は独立混成第33旅団の担当地域を引き継ぎ、師団主力はルソン島ビコル半島地区、師団の一部は歩兵第82旅団長河嶋修少将の河嶋支隊に属してラモン湾の防衛を担任した。

### 転進により三分割される
第105師団は第8師団とともにルソン島南部の防衛を担任するはずであったが、同年末の第14方面軍（尚武集団）のルソン島防衛計画の変更により第105師団はルソン島北部の第14方面軍直轄地区への転進を下命される。なお、この転進計画は徐々に変更される。
当初は、歩兵第82旅団を基幹とする河嶋支隊にルソン島北部への転進が指令されていたのだが、歩兵第82旅団長の河嶋修少将は振武集団（第41軍）の指揮下に入って河嶋兵団を編成しマニラ北東のイポの防衛にあたることになった。そこでその代替戦力として第105師団の主力にルソン島北部への転進が指令された。
そのため第105師団司令部は、師団の主力を引率して北部に転進した。その際にビコル半島にあった歩兵第81旅団長の野口進少将は、師団主力に追及してルソン島北部に転進する後続部隊の指揮を命ぜられた。歩兵第81旅団司令部を基幹とする後続部隊は、広範囲な警備地域に派遣された分遣隊の集結のために出発が遅れた。その上、タヤバス湾にアメリカ軍上陸したという虚報を信じた木暮支隊によりタヤバス湾岸の道路や橋梁を爆破されたため転進は停滞した。そのため第105師団の後続部隊は、ルソン島北部への転進を断念して振武集団の指揮下に入り野口兵団を形成する。
以上のように第105師団は、師団主力の本隊、河嶋兵団、野口兵団の3つに戦力を分割した状態で、ルソン島の防衛にあたることになる。第105師団司令部は、この転進の指導のために参謀や副官の多くを歩兵第81旅団や歩兵82旅団に派遣、配属していた。そのため第105師団司令部は要員の不足という問題に直面する。この問題は第14方面軍より補充をうけて改善した。

### 戦闘と終戦
1945年（昭和20年）1月9日、アメリカ軍がリンガエン湾に上陸し、第105師団主力はカガヤン付近の戦いで破れた後、優勢なアメリカ軍に圧迫され山岳地帯に退却し、キアンガンの防衛を終戦まで行った。一方、マニラ東方にあった野口兵団(歩兵第81旅団)と河嶋兵団(歩兵第82旅団)は米軍との持久戦を終戦まで継続した。

## 師団概要

### 歴代師団長
- 津田美武 中将：1944年（昭和19年）6月21日 - 終戦[1]

### 参謀長
- 原田義尚 中佐：1944年（昭和19年）6月21日- 1944年11月7日[2]
- 島田永男 大佐：1944年（昭和19年）11月7日[3] - 1945年6月28日自決[2]
- 中沢勝三郎 大佐：1945年（昭和20年）6月30日 - 終戦[4]

### 最終司令部構成
- 参謀長：中沢勝三郎大佐

### 最終所属部隊
- 歩兵第81旅団（広島）：野口進少将
  - 独立歩兵第181大隊：黒宮隆文大佐
  - 独立歩兵第182大隊：木村忠孝少佐
  - 独立歩兵第183大隊：牟田元次大佐
  - 独立歩兵第185大隊：杉山欽次郎中佐
  - 歩兵第81旅団通信隊：
  - 歩兵第81旅団作業隊：
- 歩兵第82旅団（浜田）：河嶋修少将
  - 独立歩兵第184大隊：二宮曻中佐
  - 独立歩兵第186大隊：沖田一夫大佐
  - 独立歩兵第358大隊：笠間哲行少佐
  - 独立歩兵第359大隊：大藪富雄少佐
  - 歩兵第82旅団通信隊：
  - 歩兵第82旅団作業隊：
- 第105師団砲兵隊：漆谷英人少佐
- 第105師団工兵隊：落合鋠一大佐
- 第105師団通信隊：鹿沼次郎大尉
- 第105師団輜重隊：吉田泰助少佐
- 第105師団野戦病院：遠藤信義少佐
- 第105師団病馬廠：吉田清作大尉
- 第105師団防疫給水部：中嶋清博少佐